# Khaos Kontrol
Khaos Kontrol es el quinto disco de estudio del rapero estadounidense Ladell Parks. El álbum tenía que ser llamado The Rebirth LP pero se cambió a caos control
We On fue su primer sencillo oficial y fue lanzado el 24 de septiembre de 2014. A pesar de las bajas expectativas para el álbum, se las arregló para superar las listas de Estados Unidos. El álbum fue lanzado 10 de abril de 2015.

## Lista de canciones
| N.º | Título                                                      | Duración |  |
| 1.  | «We On»                                                     | 3:03     |  |
| 2.  | «And I Told Her»                                            | 4:16     |  |
| 3.  | «We Get It»                                                 | 3:29     |  |
| 4.  | «Dreamin»                                                   | 3:10     |  |
| 5.  | «Bout That Life»                                            | 3:57     |  |
| 6.  | «Goodbye» (con Kid Dr1ft)                                   | 2:57     |  |
| 7.  | «On The Pole»                                               | 2:42     |  |
| 8.  | «Wanna Hate» (con Killa Mike)                               | 3:00     |  |
| 9.  | «Can't Go Back» (con Lil Saint)                             | 4:19     |  |
| 10. | «Goes Around» (con B.G.Dawg)                                | 3:52     |  |
| 11. | «Family» (con Chaos)                                        | 2:30     |  |
| 12. | «Bout Time» (con Jus Badd)                                  | 2:30     |  |
| 13. | «Going Crazy»                                               | 3:43     |  |
| 14. | «Thot Chick/Side Chick» (con Afronaut)                      | 2:30     |  |
| 15. | «No Reason» (con Danny Dakid & Kid Dr1ft)                   | 4:41     |  |
| 16. | «It Ain't Over» (con Owen Best, Danny Dakid & E the Rapper) | 5:05     |  |